# Ken Berry (beisbolista)
Allen Kent Berry (Kansas City, Misuri, 10 de mayo de 1941), más conocido como Ken Berry, es un exjugador profesional estadounidense de béisbol que se desempeñó en la posición de jardinero central en las Grandes Ligas de Béisbol (MLB). Es poseedor de dos Guantes de Oro.

## Carrera
Berry jugó como profesional nueve temporadas en Chicago White Sox (1962-1970), después pasó a California Angels (1971-1973), luego a Milwaukee Brewers (1974), posteriormente a Cleveland Indians, donde jugó una temporada (1975), y fue el equipo en el que se retiró.

## Premios
Fue galardonado con el Guante de Oro en dos oportunidades (1970 y 1972).